# Pigen med nålen
Pigen med nålen er en film fra 2024 af Magnus von Horn. Trine Dyrholm spiller virkelighedens danske seriemorder Dagmar Overby, som omkring Første Verdenskrig drev et hemmeligt adoptionsbureau. Vic Carmen Sonne spiller fabriksarbejderen Karoline, som håber, at Dagmar kan sørge for, at hendes barn får et godt liv, men efterhånden opdager, at de børn, som Dagmar får ansvaret for, kommer galt afsted. Besir Zeciri spiller Karolines soldaterkæreste.
Filmen blev i december 2024 nomineret til en Golden Globe og i januar 2025 nomineret til en Oscar for bedste fremmedsprogede film sammen med den brasilianske film I'm Still Here, den franske Emilia Pérez, den tyskproducerede, iranske Frøet fra det hellige figentræ og den lettiske animationsfilm Flow.

## Handlingen
København, 1918: Karoline, en ung fabriksarbejderske, er blevet enke på grund af første verdenskrig, fordi hendes mand Peter, ikke har skrevet tilbage til hende. Han er ikke er officielt erklæret død og hun kan derfor ikke få enkepension. Hun er tvunget til at flytte ind i en lejlighed med elendige forhold. Hun arbejder som syerske med sin veninde Frida på en lokal fabrik. Peter, der er blevet brutalt lemlæstet i kamp, vender tilbage, efter at Karoline har indledt et romantisk forhold til sin chef Jørgen og er blevet gravid. Karoline væmmes ved Peter og er optimistisk omkring et liv under bedre vilkår med Jørgen, men Jørgens mor forbyder de to at blive gift.
Alene og uden udsigt til en bedre fremtid, forsøger Karoline en abort med en stor nål på en badeanstalt, men bliver stoppet af en kvinde ved navn Dagmar, som har den 7-årige Erena med. Dagmar behandler Karolines sår og beder hende om at bringe babyen til hendes slikbutik, hvor hun i al hemmelighed driver en forretning, hvor hun finder et hjem til uønskede babyer. Karoline opdager, at Peter arbejder i et lokalt cirkus, og de to begynder at bo sammen igen. I mellemtiden lider Peter af voldsomme psykotiske episoder.
Karoline føder en datter. Mens Peter vil beholde babyen og meddeler, at han ikke længere kan få sin egen, tager Karoline babyen med til Dagmars slikbutik. Ude af stand til at betale Dagmars honorar tilbyder Karoline sig selv som barneplejerske og begynder at bo i butikken. Karoline falder til rette i sit nye liv, bliver ven med Erena, som hun af og til ammer, og knytter sig til Dagmar, som ser ud til at dele lignende følelser af ensomhed og skyld. De to kvinder begynder at misbruge æter sammen.
Dagmar tager imod en forladt dreng, som hun lader Karoline passe, indtil han kan finde et hjem. Da Karoline nyder sin tid sammen med ham, er Frida fortsat mistænksom over for Dagmars virke. En aften beder Erena om at blive ammet. Da Karoline afviser hende, da hun føler sig forpligtet til at amme den lille dreng, forsøger Erena at kvæle ham, men stoppes af Karoline. Dagen efter tager Dagmar babyen væk og hævder at have fundet en familie til ham. Bekymret for, at dette er en gengældelse for hendes behandling af Erena, følger Karoline efter Dagmar og er forfærdet over at være vidne til, at Dagmar kvæler babyen ihjel, inden hun dumper hans lig i et kloakafløb. I slikbutikken konfronterer Karoline Dagmar, som indrømmer at have dræbt alle de babyer, hun har modtaget, inklusive Karolines datter, og påstår, at hun ikke vil opdrage dem i en grusom verden. Dagmar begynder at dosere Karoline med æter.
Frida, der har hørt om Dagmars tjenester fra Karoline, hjælper en veninde med at aflevere sin uønskede baby i butikken, men bliver stadig mere urolig, da hun ser en desorienteret Karoline. Dagmar forsøger at overbevise Karoline om at dræbe babyen, og de to slås og kvæler ved et uheld babyen til døde. Senere vender kvinden tilbage efter sin baby, hun fortryder, at hun har bortgivet barnet og truer med at melde Dagmar til politiet, hvis barnet ikke bliver returneret. Da Dagmar går i panik, springer Karoline ud af et vindue.
Politiet pågriber Dagmar og sender Erena til et børnehjem. Efter at have overlevet sit fald tager Karoline til det omrejsende cirkus, hvor Peter er ansat. De to forsoner sig, og Karoline bliver afvænnet fra sit ætermisbrug med Peters støtte. Hun lyver om sit barns skæbne. Dagmar stilles for retten for sine forbrydelser, hvor hun beskytter Karoline og forsvarer sin beslutning om at skåne de uønskede babyer for fattigdom. Nogen tid senere adopterer Karoline Erena fra børnehjemmet.

## Medvirkende
- Vic Carmen Sonne som Karoline
- Trine Dyrholm som Dagmar Overby
- Besir Zeciri som Peter
- Joachim Fjelstrup som Jørgen
- Tessa Hoder som Frida
- Ari Alexander som Svendsen